# Arash Labaf
Alex Arash Labaf (persiska: آرش, född 23 april 1977 i Teheran) är en iransk-svensk musiker. Som artist använder han enbart sitt förnamn Arash.
Alla hans låtar förutom Sex Love Rock N Roll och OMG är skrivna på persiska.
Arash fick sitt genombrott år 2004 när han släppte sin singel Boro Boro som blev etta på Sverigetopplistan. Även tredje singeln Temptation blev en stor hit i Skandinavien, främst i Sverige där den blev tvåa som bäst på Sverigetopplistan 2005. Arash har även spelat in en rysk version av "Temptation" tillsammans med en av Rysslands största popgrupper Blestjasjtjie (Блестящие). Låten heter på ryska "Восточные сказки" (Vostotjnie skazki = Österländska sagor) och blev även den en stor hit i Ryssland. 
Ha har även producerat musiken till filmen Bombay Dreams och varit med i en äkta Bollywood-film där han även skrev låten till.
Sommaren 2009 var Arash sommarpratare i programmet Sommar i P1. 
I programmet berättade han att: "Musik är mitt liv, och mitt liv är musik. Så det blir mycket bra musik i mitt program, orientaliska låtar från olika delar av världen. Men jag ska också berätta om mitt liv som innehåller det bästa av två världar."
Arash representerade Azerbajdzjan i Eurovision Song Contest 2009  tillsammans med den azerbajdzjanska sångerskan AySel med låten Always. De fick totalt 207 poäng och slutade på en tredje plats efter Norge och Island. Låten blev en stor hit i Sverige, nr 3 på Sverigetopplistan.
År 2013 släppte han "She Makes Me Go" tillsammans med Sean Paul. Låten bygger på "Think about the way" från 1994 som då gjordes av Ice MC.
Arashs familj bor i Sverige. Han har två syskon, Arsalan Labaf som arbetar som jurist och Ashkan Labaf, som är läkare. I Sverige är Malmö hans hemstad. 

## Diskografi

### Album
- Arash (2005)
- Crossfade (The Remix Album) (2006)
- Donya (2008)
- Superman (2014)

### Singlar
- 2004 - Boro Boro
- 2005 - Tike Tike Kardi
- 2005 - Temptation (feat. Rebecca)
- 2006 - Arash (feat. Helena)
- 2008 - Donya (feat. Shaggy)
- 2008 - Suddenly (feat. Rebecca)
- 2008 - Pure Love (feat. Helena)
- 2009 - Always (tillsammans med Aysel)
- 2009 - Kandi (feat. Lumidee)
- 2013 - She Makes Me Go (feat. Sean Paul)
- 2014 - One Day (feat. Helena)
- 2014 - Doga Doga (feat. Medina)
- 2014 - Sex Love Rock N Roll (feat. T-Pain)
- 2016 - OMG (feat. Snoop Dogg)
- 2017 - Se Fue (feat. Mohombi)
- 2017 - Dooset Daram (feat. Helena)
- 2018 - Goalie Goalie (feat. Pitbull, Blanco & Nyusha)
- 2019 - One Night In Dubai (feat. Helena)
- 2019 - Zendegi Bahale
- 2020 - Mary Jane (versus Ilkay Sencan)
- 2020 - Mary Jane (versus Behzad Leito)
- 2020 - Maybes (feat. lkay Sencan, Era Istrefi)
- 2021 - Lavandia (with Marshmello)
- 2021 - Angels Lullaby (feat. Helena)
- 2021 - Asemoon
- 2021 - Ich bin weg (Boro Boro) (feat. Samra & Topic42)
- 2022 - Bombe (feat. Navid Zardi)
- 2024 - Hulu (feat. Sasy)
- 2024 - Belarzoon
- 2024 - Layla (with Dynoro)
- 2024 - I Adore You (with Hugel and Topic featuring Daecolm)

## Filmografi
Musik som är producerad till filmer.
- Bombay Dreams (2004) (Bombay Dreams feat. Rebecca & Aneela
- Bluffmaster (2005) (Boro Boro (Bure Bure))